# Jean Ier de Montlaur
Pour les articles homonymes, voir Montlaur.
Ne doit pas être confondu avec Jean II de Montlaur.
Jean de Montlaur est un évêque de Maguelone de la seconde moitié du XIIe siècle, sous le nom de Jean Ier.
Il ne faut pas le confondre avec son homonyme Jean II de Montlaur, évêque de Maguelone (1232/34-1247).

## Biographie

### Origines
Jean de Montlaur appartient à l'une des familles nobles de Montlaur. Les auteurs de l'Histoire générale de Languedoc (tome 4) le donnent pour issu d'une « ancienne maison » du diocèse de Maguelone. Il appartiendrait ainsi à la famille de Montlaur du Bas-Languedoc, comme l'affirme également le site Internet du Chapitre Fréjus-Toulon dans sa notice sur l'évêque Pierre de Montlaur, ou encore l'historien ardéchois Michel Riou (2007). La Chenaye-Aubert (1774) l'indique comme appartenant à une famille du Languedoc et l'auteur Le nobiliaire du Velay (1927) le dit issu de la famille de Montlaur, originaire des marches du Velay et du Vivarais.
La notice de l'évêque de l'Histoire générale de Languedoc le dit « fils de Guillaume, petit-fils de Pons de Montlaur, neveu de Bernard de Valhauquès qui était parti pour la Terre-Sainte avec Raimond, comte de Toulouse et Guillaume de Montpellier ». Selon la notice de l'évêque de Fréjus, Pierre de Montlaur, sur le site Internet du Chapitre Fréjus-Toulon, il serait le fils de « Bernard II de Montlaur, croisé de la Première croisade, frère […] d'Hugues de Montlaur, prévôt de Pignans en 1160, devenu archevêque d'Aix (1165-1174) » et donc de l'évêque Pierre. Le docteur Icard, dans une notice concernant Pierre de Montlaur parue dans les Mémoires de l'Institut historique de Provence (1929), ne mentionne pas Jean comme frère, mais seulement Hugues. La notice du Chapitre Fréjus-Toulon précise par ailleurs que Pierre, évêque de Marseille, est son neveu, de même que Jean II, évêque de Maguelone, est son petit-neveu.

### Épiscopat
Jean de Montlaur (Johannes de Montelauro), chanoine de Maguelone, est prieur de Saint-Firmin de Montpellier, avant d'être appelé à monter sur le trône de Maguelone vers 1160/61.
Il fait poursuivre les travaux d'édification de l'église Saint-Pierre-et-Saint-Paul, débutés sous l'épiscopat de Gautier/Galtier, selon Frédéric Fabrège. Il est à l'origine de la nef. 
Il reçoit l'hommage, en janvier 1162 de Guillaume de Montpellier dans l'église de Saint-Pierre-et-Saint-Paul.
Il est dit fidèle partisan du pape Alexandre III. Ce dernier, en 1162, accoste à Maguelone, Jean de Montlaur l'accueille. À l'occasion de cette visite, le pape consacre, le 11 avril 1162, l'autel majeur de Saint-Pierre-et-Saint-Paul,. Selon une chronique locale, l'évènement marque ainsi l'achèvement de l'édifice, toutefois, la porte de la cathédrale porte l'inscription l178, indiquant que la cérémonie papale précède la fin des travaux.
Il semble assister, en 1166, au concile de Capestang, qui confirme celui de Lombers, assemblée au cours de laquelle les albigeois sont déclarés hérétiques.
Son épiscopat se place dans un contexte ou Rome cherche à réduire les pouvoirs épiscopaux — notamment le « triomphe de la théocratie » avec le Troisième concile du Latran (Julien Théry, 2011) — et au cours duquel les chapitres s'opposent aux pouvoirs des évêques. Vers 1167, le Chapitre obtient la « séparation des menses capitulaire et épiscopale ». Jean de Montlaur réside désormais non plus sur l'île de Maguelone où se trouve la cathédrale, mais dans la cité de Montpellier.
Il est le principal exécuteur testamentaire de Guilhem VII de Montpellier, en 1172.
Il est à l'origine de la fête des miracles de Notre-Dame des Tables, en 1189.
Il semble mourir au cours de l'année 1190, après avoir fait son testament. Il n'a pas été inhumé, selon la tradition, dans la nef, qui semble ne pas avoir été terminée, mais dans une chapelle qu'il a fait ériger et dédiée à saint Jean-Baptiste (Fabrège).
Sa « pierre tombale […] sert [désormais] de table d'autel dans la tribune ».